# SIG MPX
 (signalé en mai 2025).
Si vous disposez d'ouvrages ou d'articles de référence ou si vous connaissez des sites web de qualité traitant du thème abordé ici, merci de compléter l'article en donnant les références utiles à sa vérifiabilité et en les liant à la section « Notes et références ».
- Archive Wikiwix
- Bing
- Cairn
- DuckDuckGo
- E. Universalis
- Gallica
- Google
- G. Books
- G. News
- G. Scholar
- Persée
- Qwant
- (zh) Baidu
- (ru) Yandex
- (wd) trouver des œuvres sur Wikidata

SIG MPX est un pistolet-mitrailleur conçu et fabriquée par SIG Sauer, produit à la fois dans des modèles à tir sélectif ou en semi-automatique uniquement.

## Description
Les armes de cette famille disposent d'un système de piston à gaz, comme les SIG MCX.

## Opérateurs
- Suisse Police cantonale genevoise